# خاندان هوجو (شاخه ایگو)
خاندان هوجو (شاخه ایگو) (به ژاپنی: 伊具流北条氏) شاخه ای ازخاندان هوجو در دوره کاماکورا بود. این خاندان از دومین شیکن هوجو یوشیتوکی منشعب شد و مؤسس آن چهارمین پسر او به نام هوجو آریتوکی (مرگ ۱۲۷۰ میلادی) بود. آریتوکی کنترل ناحیه ایگو در ولایت موتسو را در دست داشت.